# Здравствуй, лето
«Здравствуй, лето» (англ. Aloha Summer) — кинофильм.

## Сюжет
1959 год. Шесть подростков встречается на Вайкики, на Гавайях, которые только что стали штатом США, во время летних каникул. Они совсем разные, пересекли расовые и социальные барьеры, объединились и взбудоражили весь остров. Сёрфинг, танцы, выпивка и любовь. Значительная часть сюжета посвящена японцу Кензо, который пытается ощутить свободу и впервые выйти из под контроля властного отца, мастера боевых искусств Йукинага. Лето кончается, а друзья не расстаются.

## В ролях
- Крис Мэйкпис — Майк Тоньетти
- Юдзи Окумото — Кензо Конити
- Дон Майкл Пол — Чак Гранвиль
- Энди Буматай — Кимо Кепу
- Скотт Накагава — Скотт Танака
- Сё Косуги — Йукинага Конити
- Рик Манчини — Анжело Тоньетти
- Роберт Ито — Тед Танака
- Тиа Каррере — Лани Кепу

## Съёмочная группа
- Сценарист — Майк Греко
- Продюсер — Уоррен Чейни, Майк Греко